# Josette Vidal Restifo
Josette Vidal Restifo (Caracas, 25 de março de 1993) é uma atriz venezuelana.

## Biografia
Josette é filha dos atores venezuelanos Javier Vidal e Julie Restifo. Por ter uma veia artística na família, Josette desde dos três anos fez teatro.
Participou do grupo de teatro de seu pai, atualmente pertence ao grupo Skena.
Esteve no elenco das telenovelas: La Viuda joven, em 2011, onde interpretou Julie Castillo Humboldt; Nacer contigo, em 2012, interpretando Melibea Fuentes Cordero; Fieras, em 2013; e Toni la Chef, em 2015, onde interpretou Sara Fuccinelli